# Marcus Astvald
Marcus Carl Victor Astvald (Örebro, 3 settembre 1990) è un calciatore svedese, centrocampista dell'Örebro SK Söder.

## Carriera

### Club
Astvald ha debuttato nell'Allsvenskan con la maglia dell'Örebro: il 31 maggio 2009 ha sostituito infatti Tommy Wirtanen nel pareggio per 1-1 maturato sul campo dell'Halmstad. Il 23 agosto successivo ha segnato la prima rete nella massima divisione locale, nella sconfitta per 2-1 arrivata in casa dell'Elfsborg. Con questa maglia ha avuto anche l'opportunità di esordire nelle competizioni europee per club, precisamente nei turni preliminari dell'Europa League 2011-2012: il 14 luglio è stato infatti impiegato da titolare nel pareggio a reti inviolate contro il Sarajevo. Rimasto in forza all'Örebro fino al mese di luglio 2013, ha totalizzato complessivamente 113 presenze e 10 reti con questa casacca, tra tutte le competizioni.
Il 17 luglio 2013, Astvald è passato ufficialmente al Degerfors, formazione della Superettan a cui si è legato con un contratto valido per i successivi due anni e mezzo. Ha esordito in squadra il 27 luglio, schierato titolare nella vittoria per 4-2 sul Brage, sfida in cui ha segnato una delle reti in favore del Degerfors. Astvald è rimasto in squadra sino al termine del contratto, totalizzando complessivamente 77 presenze e 6 reti con questa casacca, tra tutte le competizioni.
L'8 marzo 2016, Astvald ha firmato un contratto biennale con il Levanger, compagine norvegese militante nella 1. divisjon. Il 28 ottobre successivo ha rinnovato l'accordo che lo legava al club fino al 31 dicembre 2017.
Il 28 dicembre 2017, il Brage ha reso noto l'ingaggio di Astvald, che si è legato al nuovo club con un contratto biennale.
Il 26 novembre 2018, il Degerfors ha annunciato che a partire dal successivo mese di gennaio Astvald sarebbe tornato a far parte del club per due anni.
L'8 febbraio 2021 è passato all'Öster, ma a stagione in corso è sceso in quarta serie al Forward.

### Nazionale
Astvald conta 3 presenze per la Svezia under 21. Ha esordito il 7 ottobre 2010, schierato titolare nell'amichevole pareggiata 1-1 contro l'Austria.

## Statistiche

### Presenze e reti nei club
Statistiche aggiornate al 1º gennaio 2018.
| Stagione         | Club             | Campionato       | Campionato | Campionato | Coppe nazionali | Coppe nazionali | Coppe nazionali | Coppe continentali | Coppe continentali | Coppe continentali | Supercoppe | Supercoppe | Supercoppe | Totale | Totale |
| Stagione         | Club             | Comp             | Pres       | Reti       | Comp            | Pres            | Reti            | Comp               | Pres               | Reti               | Comp       | Pres       | Reti       | Pres   | Reti   |
| ---------------- | ---------------- | ---------------- | ---------- | ---------- | --------------- | --------------- | --------------- | ------------------ | ------------------ | ------------------ | ---------- | ---------- | ---------- | ------ | ------ |
| 2009             | Örebro           | A                | 18         | 2          | CS              | 2               | 0               | -                  | -                  | -                  | -          | -          | -          | 20     | 2      |
| 2010             | Örebro           | A                | 30         | 3          | CS              | 2               | 0               | -                  | -                  | -                  | -          | -          | -          | 32     | 3      |
| 2011             | Örebro           | A                | 22         | 2          | CS              | 4               | 1               | UEL                | 2                  | 0                  | -          | -          | -          | 28     | 3      |
| 2012             | Örebro           | A                | 20         | 2          | CS              | 4               | 0               | -                  | -                  | -                  | -          | -          | -          | 24     | 2      |
| gen.-lug. 2013   | Örebro           | S                | 9          | 0          | CS              | 0               | 0               | -                  | -                  | -                  | -          | -          | -          | 9      | 0      |
| Totale Örebro    | Totale Örebro    | Totale Örebro    | 99         | 9          |                 | 12              | 1               |                    | 2                  | 0                  |            | -          | -          | 113    | 10     |
| lug.-dic. 2013   | Degerfors        | S                | 15         | 4          | CS              | 4               | 0               | -                  | -                  | -                  | -          | -          | -          | 19     | 4      |
| 2014             | Degerfors        | S                | 27         | 0          | CS              | 1               | 0               | -                  | -                  | -                  | -          | -          | -          | 28     | 0      |
| 2015             | Degerfors        | S                | 29         | 2          | CS              | 1               | 0               | -                  | -                  | -                  | -          | -          | -          | 30     | 2      |
| Totale Degerfors | Totale Degerfors | Totale Degerfors | 71         | 6          |                 | 6               | 0               |                    | -                  | -                  |            | -          | -          | 77     | 6      |
| 2016             | Levanger         | 1D               | 27         | 2          | CN              | 2               | 0               | -                  | -                  | -                  | -          | -          | -          | 29     | 2      |
| 2017             | Levanger         | 1D               | 29         | 2          | CN              | 2               | 0               | -                  | -                  | -                  | -          | -          | -          | 31     | 2      |
| Totale Levanger  | Totale Levanger  | Totale Levanger  | 56         | 4          |                 | 4               | 0               |                    | -                  | -                  |            | -          | -          | 60     | 4      |
| 2018             | Brage            | S                | 0          | 0          | CS              | 0               | 0               | -                  | -                  | -                  | -          | -          | -          | 0      | 0      |
| Totale           | Totale           | Totale           | 226        | 19         |                 | 22              | 1               |                    | 2                  | 0                  |            | -          | -          | 250    | 20     |